# Josef Filipec
Josef Filipec (ur. 21 lutego 1915 w Hošticach, zm. 7 kwietnia 2001 w Pradze) – czeski językoznawca, leksykograf, założyciel czeskiej leksykologii.
Studiował germanistykę i bohemistykę na Wydziale Filozoficznym Uniwersytetu Masaryka w Brnie.
Współtworzył istotną publikację Česká lexikologie (1985 wraz z F. Čermákiem), pierwszą systematyczną interpretację zagadnień z zakresu leksykologii, frazeologii i idiomatyki na gruncie językoznawstwa czeskiego.

## Wybrana twórczość
- Česká synonyma z hlediska stylistiky a lexikologie, 1961
- Češsko-russkij slovar’, 1973, współautor
- Češsko-russkij slovar’ – Česko-ruský slovník, 1976, współautor
- Slovník spisovné češtiny pro školu a veřejnost, 1978 i dalsze wydania, członek redakcji
- Česká lexikologie, 1985, wspólnie z Františkiem Čermákiem
- Studia Lexicologica, 1996, ISBN 3-87690-645-8.